# Monte Solaro
Monte Solaro je planina na otoku Capri u Kampaniji, u Italiji. S nadmorskom visinom od 589 m, njegov je vrh najviša točka Caprija.
Sadrži "Fortino di Bruto", blok-kuću koja je korištena u bitkama između Britanije i Francuske početkom 19. stoljeća. Karakteriziraju ga "strme dolomitne padine" koje čine "nepremastivu pregradu" između istočne i zapadne strane otoka. Marina Grande leži u podnožju planine. Postao je popularan među slikarima zbog svoje "romantične situacije, pružajući prostrane i prekrasne poglede na SZ Tirenskog mora, Napuljski zaljev". Na brdu se nalazi kip cara Augusta koji se prvi iskrcao na Capri.

## Geologija i topografija
Monte Solaro (planina Solaro) je formiran od istog vapnenca od kojeg se sastoji i otok.

## Flora i fauna

### Flora
Područje oko Monte Solaro naseljava preko 900 vrsta vegetacije. Na višim nadmorskim visinama mogu se naći: akant, arbutus, vrijesak, kleka, brnistra, božika, lentisk, litosperma, mirta i smilje. Na nižim nadmorskim visinama mogu se pronaći lovori, ruže koje rastu na stijenama, jagode, grmovi Daphne, Pistacia lentiscus, mirte, narcisi, orhideje, borovi i Lithodora rosmarinifolia.

### Fauna
Planinu posjećuju i mnoge vrste ptica, uključujući i sivog sokola.

## Planinarenje
Do vrha se može doći hodanjem bez većih poteškoća stazom koja počinje od Axela Munthea. Obje rute su pogodne za hodače u pristojnoj fizičkoj kondiciji. Značajna mjesta uključuju Eremo di Santa Maria a Cetrella zbog svoje arhitekture i ostatke Fortino di Bruto, vojne utvrde izgrađene tijekom Napoleonovih ratova.
S vrha Monte Vista vide se i Napuljski i Salernski zaljevi.

## Klima
Monte Solaro ima tipičnu mediteransku klimu, ali s hladnijim zimama zbog velike nadmorske visine.